# Metrosideros boninensis
Metrosideros boninensis är en myrtenväxtart som först beskrevs av Bunzo Hayata och Gen-Iti Koidzumi, och fick sitt nu gällande namn av Takasi Tuyama. Metrosideros boninensis ingår i släktet Metrosideros och familjen myrtenväxter. Inga underarter finns listade i Catalogue of Life.